# یسرائیل کاتس
عزرائیل کاتس (به عبری: יִשְׂרָאֵל כַּ"ץ) (کاتز نیز تلفظ می‌شود؛ زادهٔ ۲۱ سپتامبر ۱۹۵۵) سیاستمدار اسرائیلی است که از ۸ نوامبر ۲۰۲۴، وزیر دفاع اسرائیل است. وی از سال ۱۹۹۸ نیز به نمایندگی از حزب لیکود به عنوان عضو کنست فعالیت می‌کند. وی پیش از این به عنوان وزیر امور خارجه، وزیر دارایی، وزیر حمل‌ونقل، وزیر کشاورزی و وزیر اطلاعات فعالیت می‌کرد. وی دارای مدرک کارشناسی در روابط بین‌الملل است و در مقطع کارشناسی ارشد در علوم کشاورزی تحصیل کرده است.

## اقدامات
در ۱۷ فوریه ۲۰۱۹، کاتس دفتر وزیر امور خارجه اسرائیل را که قبلاً نخست‌وزیر نتانیاهو نیز عهده‌دار آن بود، به عهده گرفت. سخنگوی حزب لیکود قبلاً اعلام کرده بود که این امر مربوط به انتخابات پارلمانی در ۹ آوریل خواهد بود. کاتس به عنوان رقیب نتانیاهو برای تصدی پست نخست‌وزیری و رهبری حزب دیده می‌شود. وی از موضع‌گیری سخت در قبال فلسطینیان طرفداری می‌کند و راه حل دو کشور را تحت شرایط زمان انتصاب خود رد می‌کند. کاتس از تلاش‌ها برای بهبود و عادی‌سازی روابط بین اسرائیل و کشورهای عربی خلیج فارس پشتیبانی می‌کرد و در این زمینه از طرح‌های ساخت خط راه‌آهن از آنجا از طریق اسرائیل تا دریای مدیترانه پشتیبانی می‌کرد.
او از محاصره نوار غزه توسط اسرائیل حمایت کرد. در ۱۳ اکتبر ۲۰۲۳، کاتس، که در آن زمان وزیر انرژی و زیرساخت بود، در شبکه ایکس اظهار داشت: «ما با سازمان تروریستی حماس مبارزه خواهیم کرد و آن را نابود می‌کنیم. به تمام جمعیت غیرنظامی در غزه دستور داده شده که فوراً آنجا را ترک کنند. ما پیروز خواهیم شد. آنها تا زمانی که از دنیا نروند، حتی یک قطره آب یا یک باتری دریافت نخواهند کرد.»
در ۱ ژانویه ۲۰۲۴، کاتس برای دومین بار نقش وزیر امور خارجه را بر عهده گرفت، پس از اینکه کنست توافق تقسیم قدرت را تصویب کرد که منجر به جایگزینی الی کوهن شد.
در ژوئیه ۲۰۲۴، او در اجلاس ناتو ۲۰۲۴ در واشینگتن دی‌سی شرکت کرد. کاتس دربارهٔ اتحاد ایران و روسیه و خطراتی که ایران و چین ایجاد می‌کنند هشدار داد و همچنین با وزرای امور خارجه دانمارک، هلند، جمهوری چک، ایالات متحده، آلمان، کره جنوبی و کانادا دیدار کرد.
در فوریه ۲۰۲۵، کاتس به نیروهای دفاعی اسرائیل دستور داد طرحی را آماده کند که به هر ساکن غزه که مایل به ترک آنجاست اجازه خروج دهد. او اظهار داشت: «کشورهایی مانند اسپانیا، ایرلند، نروژ و دیگران که به‌طور نادرست اسرائیل را به خاطر اقداماتش در غزه متهم کرده‌اند، از نظر قانونی موظف‌اند به ساکنان غزه اجازه ورود به خاک خود را بدهند. اگر از این کار امتناع کنند، ریاکاری آنها آشکار خواهد شد.» اسپانیا و ایرلند پیشنهاد کاتس را رد کردند. کاتس همچنین پیشنهاد داد که فلسطینی‌های غزه به کانادا مهاجرت کنند، زیرا کانادا «برنامه مهاجرتی ساختارمند» دارد.
طی حمله اسرائیل به سوریه پس از سقوط رژیم اسد در دسامبر ۲۰۲۴، اسرائیل کنترل منطقه حائل نیروهای پاسدار صلح سازمان ملل متحد در خاک سوریه را به دست گرفت، اقدامی که نقض توافقنامه توقف درگیری اسرائیل و سوریه بود. در فوریه ۲۰۲۵، اسرائیل کاتس گفت که نیروهای اسرائیلی «برای مدت نامحدود در جنوب سوریه باقی خواهند ماند تا از جوامع ما محافظت کرده و هرگونه تهدید را خنثی کنند.»
در مارس ۲۰۲۵، کاتس کشتار جمعی ۲۰۲۵ علویان سوریه توسط نیروهای طرفدار دولت در درگیری‌های غرب سوریه را محکوم کرد و رئیس‌جمهور سوریه، احمد الشرع را «تروریست جهادی از مکتب القاعده» توصیف کرد که «جنایاتی علیه جمعیت غیرنظامی علوی مرتکب شده است.» کاتس تأیید کرد که اسرائیل قصد دارد کنترل کوه هرمون و سایر مناطق امنیتی را حفظ کند، از جوامع جولان و جلیل دفاع کند، خلع سلاح جنوب سوریه را تضمین کند و از جمعیت دروزی محلی محافظت نماید.
در ۱۹ مارس ۲۰۲۵، کاتس در یک پخش ویدیویی به ساکنان غزه هشدار داد: «گروگان‌ها را بازگردانید و حماس را نابود کنید، آنگاه گزینه‌های دیگری برای شما باز خواهد شد — از جمله رفتن به مکان‌های دیگر در جهان برای کسانی که مایل‌اند. گزینه دیگر، نابودی کامل و ویرانی است.» در آوریل ۲۰۲۵، کاتس گفت که نیروهای اسرائیلی به‌طور نامحدود در غزه، لبنان و سوریه باقی خواهند ماند. او اعلام کرد که مناطق وسیعی از غزه به «مناطق امنیتی اسرائیل» ضمیمه خواهد شد و عملیات نظامی اسرائیل در غزه شامل «تخلیه گسترده جمعیت غزه از مناطق جنگی» خواهد بود.
کاتس از محاصره کمک‌های بشردوستانه به غزه حمایت کرد و در ۱۶ آوریل ۲۰۲۵ گفت: «در حال حاضر هیچ‌کس برنامه‌ای برای اجازه دادن به کمک‌های بشردوستانه به غزه ندارد و هیچ آمادگی برای فعال کردن چنین کمکی وجود ندارد.» پس از حمله اسرائیل به بیمارستان اروپایی غزه در مه ۲۰۲۵، کاتس اظهار داشت: «ما اجازه نخواهیم داد سازمان تروریستی حماس از بیمارستان‌ها و تأسیسات بشردوستانه در غزه به‌عنوان پناهگاه و مقر تروریستی استفاده کند.»
در ۸ ژوئن ۲۰۲۵، کاتس به ارتش اسرائیل دستور داد از رسیدن کشتی مادلیین، متعلق به فلوتیلای آزادی غزه، به ساحل غزه جلوگیری کند. او گرتا تونبرگ، یکی از مسافران کشتی، را یهودستیز خواند. او دستور داد که به اعضای فلوتیلا فیلم‌هایی از حملات ۷ اکتبر نشان داده شود.
پس از حملات تلافی‌جویانه ایران در جنگ ایران و اسرائیل که در ژوئن ۲۰۲۵ آغاز شد، کاتس گفت که ایران با هدف قرار دادن غیرنظامیان خطوط قرمز را نقض کرده و تهدید کرد که ایران بهای بسیار سنگینی برای این کار خواهد پرداخت. کاتس هشدار داد که اگر ایران به شلیک موشک به اسرائیل ادامه دهد، «تهران خواهد سوخت.» او همچنین مدعی شد که رهبر ایران، علی خامنه‌ای، «نمی‌تواند به حیات خود ادامه دهد.»